# Lee Na-yeon
Lee Na-yeon (Koreanska: 이나연), född 25 mars 1992 i Incheon, är en sydkoreansk professionell damvolleybollspelare. Sedan 2020 spelar hon för laget Suwon Hyundai Engineering & Construction Hillstate i sydkoranska V-League. Lee Na-yeon spelar som passare och har tröjnummer 6.

## Klubblagskarriär
Hwaseong IBK Altos (2011-2012)

 GS Caltex Seoul KIXX (2012-2018)

 Hwaseong IBK Altos (2018-2020)

 Suwon Hyundai Engineering & Construction Hillstate (2020-    )